# Tејлор-Џастин Ентони Шарп
Tејлор-Џастин Ентони Шарп (енгл. Tyler-Justin Anthony Sharpe; 26. август 2002, Квинс, Њујорк) професионално познат као Lil Tecca, је амерички репер и певач. Дошао је до мејнстрим славе објављивањем свог сингла „Ransom“, који је достигао четврто место на Bilboard Hot 100. Сингл је укључен у његов дебитантски микстејп „We Love You Tecca“ (2019) који је достигао 4. место на америчком Bilboard 200. Микстејп је такође укључивао синглове "Love Me" и "Did It Again". Његов дебитантски студијски албум, Virgo World (2020), дебитовао је на 10. месту Bilboard 200 и укључивао песме „Dolly” и „When you down” са листе Bilboard Hot 100. Његов други миксејп, We Love You Tecca 2, објављен је у августу 2021. који укључује "Repeat it" и "Lot Of Me".

## Рани живот
Tyler-Justin Anthony Sharpe рођен је 26. августа 2002. у области Квинс у Њујорку у породици имиграната са Јамајке. Одрастао је у Спрингфилд Гарденсу у комшилуку Квинса, али је касније пресељен у Сидархерст на Лонг Ајленду. Од малих ногу је имао жељу да буде у НБА лиги, али је са око 12 година своју пажњу усмерио ка музичкој каријери. Похађао је средњу школу Lavrence.

## Каријера
Када је имао девет година, задовољио је своје интересовање за музику реповањем са пријатељима преко микрофона на свом Xbox-у. Они би правили дистрек нумере усмерене једна ка другој, од којих је једна постављена на SoundCloud пре много година, али је од тада скинута. У почетку није имао намеру да започне музичку каријеру, већ је сањао да постане НБА звезда. Међутим, у годинама средње школе изгубио је интересовање за кошарку и размишљао је да се озбиљније бави музиком. Његова прва песма која је стекла неку популарност, „Tectri“, настала је у сарадњи са његовим пријатељем, Lil Gummybear-ом, и објављена је почетком 2017. Друге његове прелиминарне песме укључују „Callin“. Само годину дана касније, Теццина каријера је почела да се развија са његовим хит синглом "Ransom", који је првобитно постављен на Јутјуб канал Кола Бенета (Lyrical Lemonade) 22. маја 2019. Песма је достигла 4. место на Биллбоард Хот 100 листи и је добио преко 900 милиона репродукција на Спотифи-у и преко 300 милиона прегледа на Јутјуб-у.

## Дискографија

### Студио албуми
| Назив               | Детаљи |
| ------------------- | --- |
| Virgo World         | Објављено: 18. септембар 2020. Издавачка кућа: Galactic, Republic Формати: Цд, дигиталне копије, стриминг |
| We Love You Tecca 2 | Објављено: 27. август 2021. Издавачка кућа: Galactic, Republic Формати: Цд, дигиталне копије, стриминг    |

### Микстејпови
| Назив             | Детаљи                                                                                                  |
| ----------------- | --- |
| We Love You Tecca | Објављено: 30. августа 2019. Издавачка кућа: Galactic, Republic Формати: ЦД, дигиталне копије, стриминг |